# Ansökningar om olympiska sommarspelen 2012
Nio städer lämnade, enligt den internationella olympiska kommittén (IOK), in ansökningar om att arrangera olympiska sommarspelen 2012 och paralympiska sommarspelen 2012[a]. Kommittén gallrade bort fyra av dessa nio ansökningar och den slutliga omröstningen stod mellan London, Madrid, Moskva, New York och Paris. London gick segrande ur omröstningen och erhöll värdskapet för tredje gången i historien. Ansökningsprocessen ansågs vara en av de mest intensiva i IOK:s historia. Paris sågs av vissa som favorit under stora delar av processen, men skicklig marknadsföring från Londons kandidatur och en imponerande sista presentation av Sebastian Coe har framförts som bidragande faktorer till ansökningens framgång. Madrid betraktades också som en av favoriterna men lyckades inte att få tillräckligt med röster för att slå London och Paris. Det faktum att Spanien arrangerade spelen så sent som 1992 var också en stor nackdel för Madrids kandidatur.
Efter en teknisk utvärdering av de nio ursprungliga ansökningarna gallrades de fyra sämsta, enligt IOK, bort den 18 maj 2004 vilket gjorde de resterande fem till officiella kandidater. De städerna som gallrades bort var Havanna, Istanbul, Leipzig och Rio de Janeiro.
Fyra av de fem officiella kandidaterna var huvudstäder med gott rykte vilket medförde ett ökat intresse kring den avslutande tiden innan omröstningen. I den inledande utvärderingen fick Paris och Madrid de bästa omdömena. I början av 2005 kom dock mer fullständiga utvärderingar vilket ledde till att Paris och London inför omröstningen var favoriter att vinna. Den 6 juli 2005 hölls den slutliga omröstningen av IOK som vid denna tidpunkt hade samlats i Singapore för den 117:e kongressen. Moskva, New York och Madrid blev utslagna under de tre inledande omgångarna av omröstningen. London vann den slutliga omgången med en marginal på fyra röster till tvåan Paris och tilldelades därför rätten att arrangera spelen 2012.
Månaden efter omröstningen anklagade representanter från Paris kandidatur Londons kampanj för att ha brutit mot IOK:s regler. De viktigaste delarna av dessa anklagelser var de brittiska idrottarnas delaktighet samt påtryckningar från den dåvarande brittiska premiärministern Tony Blair. Ett offentligt uttalande från IOK:s ordförande Jacques Rogge avfärdade dock dessa anklagelser och försäkrade att omröstningen skett på ett rättvist sätt. En annan kontrovers under ansökningsperioden uppdagades då en hemlig undersökning av den brittiska tv-serien Panorama avslöjade att IOK-ledamoten Ivan Slavkov, plus ett antal övriga, var inblandade i en korruptionsskandal där olika IOK-ledamöters röster till den avslutande omröstningen såldes. IOK som vid denna tidpunkt fortfarande höll på att arbeta med konsekvenserna från skandalen i samband med omröstningen till olympiska vinterspelen 2002 agerade snabbt och straffade de individer som brutit mot IOK:s regler.

## Ansökningsprocess
Ansökningsprocessen till ett olympiskt spel inleds med att en stads ansökan lämnas in till Internationella olympiska kommittén (IOK) genom landets Nationella olympiska kommitté (NOK) och avslutas med en slutlig omröstning, där IOK:s ledamöter är röstberättigade, under en ordinarie kongress. Processen har sitt ursprung i Olympic Charter enligt kapitel 5, regel 34.
Sedan 1999 har processen bestått av två faser. Den första fasen inleds direkt efter den sista dagen för ansökan där de ansökande städerna, "applicant cities", behöver fylla i ett frågeformulär som täcker viktiga områden för att arrangera spelen på ett lyckat sätt. Denna information ger IOK möjligheten att granska städernas kapacitet och deras styrkor och svagheter. Efter en noggrann utvärdering av de inlämnade frågeformulären väljer IOK:s styrelse ut de städer som går vidare till nästa fas. Den andra fasen är den där den riktiga kandidaturen lämnas in: de ansökande städerna som valts ut benämns hädanefter kandidatstäder, "candidate cities". Städerna måste nu lämna in en noggrann kandidatur som är mer omfattande än det inledande frågeformuläret. Dessa kandidaturer granskas av IOK:s utvärderingskommitté: en grupp av IOK-ledamöter, representanter från de internationella idrottsförbunden, NOK:s, idrottare, den Internationella paralympiska kommittén samt experter på olika områden. Medlemmarna i denna kommitté besöker sedan varje kandidatstad under fyra dagar där kandidaturen granskas närmare det ställe där den slutligen skall genomföras. Kommittén överlämnar resultatet av besöken till IOK-ledamöterna ungefär en månad innan den slutliga omröstningen.
IOK:s kongress där en olympisk värdstad skall utses arrangeras i ett land som inte lämnat in en ansökan till spelen. Omröstningen genomförs av de samlade IOK-ledamöterna (hedersledamöter uteslutna) där varje ledamot innehar en röst. Ledamöter från länder som har en kandidatstad får inte rösta så länge som staden fortfarande är med i omröstningen. Omröstningen genomförs i omgångar tills en kandidat erhållit en absolut majoritet; om detta inte sker i den första omgången slås den stad med minst antal röster ut och övriga går vidare till en ny röstningsomgång. Om flera städer får lika få röster arrangeras en speciell omröstning mellan dessa där den med minst antal röster slås ut. Efter varje omgång presenteras den stad som blivit utslagen. Efter tillkännagivandet av värdstad undertecknas ett avtal mellan värdstaden och IOK vilket överlämnar skyldigheterna för spelen till spelens organisation och den nationella olympiska kommittén.

### Utvärdering av ansökande städer
Den sista dagen att lämna in en ansökan om att arrangera de olympiska sommarspelen 2010 var den 15 juli 2003. De nio städerna som lämnade in ansökningarna före det datumet höll också det andra uppsatta datumet, 15 januari 2004, då man skulle lämna in ett första frågeformulär. Genom analyser erhöll varje ansökan en viktad poäng från frågeformulärets elva olika teman: politiskt och socialt stöd, infrastruktur, arenor, bygge av den olympisk byn, miljö, boende, transport, säkerhet, tidigare erfarenheter, ekonomi och legitimitet. Om poängen översteg sex (IOK:s föruppsatta gräns) bedömdes möjligheterna att arrangera spelen goda, annars väldigt begränsade. Den 18 maj 2004 presenterade IOK listan över städerna som blivit officiella kandidaturer:
- Paris — poäng: 8,5 (detaljer)
- Madrid — poäng: 8,3 (detaljer)
- London — poäng: 7,6 (detaljer)
- New York — poäng: 7,5 (detaljer)
- Moskva — poäng: 6,5 (detaljer)
- Leipzig — poäng: 6,0
- Rio de Janeiro — poäng: 5,1
- Istanbul — poäng: 4,8
- Havanna — poäng: 3,7

De fem ansökningar med bäst omdömen gick vidare till nästa omgång och blev därmed officiella kandidaturer. Som IOK:s regler föreskriver erhöll dessa fem städer rätten att använda de olympiska ringarna på kandidaturernas logotyper.[b]

### Utvärdering av kandidaturerna
Den 15 november 2004 hade alla fem kandidatstäder lämnat in sin kandidatur till IOK. Efter en tid av analyser från IOK:s sida besöktes städerna av IOK:s Utvärderingskommitté som bestod av tolv medlemmar där arbetet leddes av marockanen Nawal El Moutawakel. Besöken som varade i fyra dagar per stad ägde rum mellan 3 februari och 17 mars 2005:
- Madrid — 3–6 februari
- London — 16–19 februari
- New York — 21–24 februari
- Paris — 9–12 mars
- Moskva — 14–17 mars

Dessa besök resulterade i två bakslag för Paris kandidatur: ett antal demonstrationer i samband med besöket och att Guy Drut, en av de ledande personerna bakom Paris ansökan och dessutom medlem i IOK, beskylldes för korruption.
Den 6 juni 2005 släppte den internationella olympiska kommittén sin utvärdering av de fem kandidatstäderna. Trots att denna rapport inte innehöll några betyg/poäng eller rankningar ansågs utvärderingen av Paris vara mest positiv, nära följd av London. Även New York och Madrid erhöll mycket positiva utvärderingar. Samma dag drabbades New Yorks kandidatur av ett större bakslag då State of New York vägrade att finansiera West Side Stadium vilket var huvuddelen av New Yorks ansökan. Organisationen bakom New Yorks kandidatur lyckades dock skapa en ny plan inom en vecka. En sådan stor förändring med bara en månad kvar till den slutliga omröstningen förstörde stadens chanser.
Under hela ansökningstiden och tiden innan den 117:e kongressen sågs Paris som klar favorit framför allt med tanke på att detta var stadens tredje kandidatur under senare tid (Paris kandiderade också för olympiska sommarspelen 1992 och 2008). London sågs under den inledande tiden ligga klart efter Paris men detta började förändras då Sebastian Coe, före detta olympisk guldmedaljör, den 19 maj 2004 utsågs till ordförande av Londons kandidatur. I slutet av augusti 2004 sade rapporter som förutspådde dött lopp mellan London och Paris. Den avslutande tiden inför den 117:e kongressen blev läget mellan kandidaturerna allt jämnare. Den 1 juli 2005 svarade Jacques Rogge, IOK:s ordförande, på frågan om vilka som skulle vinna omröstningen: "Jag kan inte förutspå det eftersom jag inte vet vilka som ledamöterna kommer att rösta på. Min magkänsla säger dock att det kommer att bli jämnt, kanske bara en marginal på tio röster. Eller färre."

### Slutlig omröstning
Öppningsceremonin till den 117:e kongressen arrangerades vid Esplanade - Theatres on the Bay i Singapore den 5 maj 2005. Singapores premiärminister Lee Hsien Loong var kongressens hedersgäst och var den som officiellt öppnade kongressen. Sång, dans och stridskonst med temat "En Röst, En Rytm, En Värld" (en: One Voice, One Rhythm, One World) inledde ceremonin.
Den 6 juli 2005, dagen för den slutliga omröstningen, arrangerades kongressen vid Raffles City Convention Centre. Dagens program inleddes klockan 01:00 UTC (09:00 lokal tid) med de slutliga presentationerna från kandidaturerna vilket även inkluderade utrymme för media under en halvtimmes tid. Presentationerna avhandlades i följande ordning: Paris, New York, Moskva, London och Madrid. Dessa presentationer avslutades klockan 09:00 UTC. Efter kandidaturernas presentationer men föra omröstningen presenterades utvärderingskommitténs slutliga rapport. Av IOK:s 116 aktiva ledamöter tilläts 17 inte att rösta i första omgången. 99 ledamöter fick med andra ord rösta.
| IOK-ledamöter som inte fick rösta i den slutliga omröstningen (17) | IOK-ledamöter som inte fick rösta i den slutliga omröstningen (17)                                                                                     |
| Ledamöter från länder med kandidaturer (13) | Andra medlemmar (4) |
| --- | --- |
| - Jean-Claude Killy - Henri Sérandour - Anita DeFrantz - James Easton - Robert Ctvrtlik - Vitaly Smirnov - Shamil Tarpischev - Aleksandr Popov - Prinsessan Anne - Craig Reedie - Phil Craven - Infanta Doña Pilar de Borbón - Juan Antonio Samaranch Jr. | - Jacques Rogge (Ordförande i IOK - tillåten att rösta men avböjde) - Ivan Slavkov (avstängd) - Nikos Filaretos (frånvarande) - Guy Drut (frånvarande) |

Omröstningen inleddes 10:26 UTC och de tre första omgångarna innebar att Moskva, New York och Madrid slogs ut. Efter att en stad slagits ut fick ledamöter från det landet rösta i resterande omgångar. London och Paris deltog i den sista omgången av omröstningen som avslutades 10:45 UTC. En timme senare, 11:49 UTC, utropades London formellt till arrangör av 2012 års spel av Jacques Rogge. Uppskattningsvis en miljard tittare följde avslöjandet på tv.
Efter avslöjandet offentliggjordes omröstningens detaljerade resultat: London vann den första, tredje och sista omgången medan Madrid vann den andra trots att de sedan slogs ut i den tredje omgången. Jämnheten mellan London och Paris kandidaturer visades tydligt på marginalen på fyra röster i den sista omgången.
| Omröstningen om arrangör av olympiska sommarspelen 2012 | Omröstningen om arrangör av olympiska sommarspelen 2012 | Omröstningen om arrangör av olympiska sommarspelen 2012 | Omröstningen om arrangör av olympiska sommarspelen 2012 | Omröstningen om arrangör av olympiska sommarspelen 2012 | Omröstningen om arrangör av olympiska sommarspelen 2012 | Omröstningen om arrangör av olympiska sommarspelen 2012 |
| ------------------------------------------------------- | ------------------------------------------------------- | ------------------------------------------------------- | ------------------------------------------------------- | ------------------------------------------------------- | ------------------------------------------------------- | ------------------------------------------------------- |
| Stad                                                    | Land                                                    | Omgång 1                                                | Omgång 2                                                | Omgång 3                                                | Omgång 4                                                |                                                         |
| London                                                  | Storbritannien                                          | 22                                                      | 27                                                      | 39                                                      | 54                                                      |                                                         |
| Paris                                                   | Frankrike                                               | 21                                                      | 25                                                      | 33                                                      | 50                                                      |                                                         |
| Madrid                                                  | Spanien                                                 | 20                                                      | 32                                                      | 31                                                      | —                                                       |                                                         |
| New York                                                | USA                                                     | 19                                                      | 16                                                      | —                                                       | —                                                       |                                                         |
| Moskva                                                  | Ryssland                                                | 15                                                      | —                                                       | —                                                       | —                                                       |                                                         |

## Officiella kandidaturer

### London

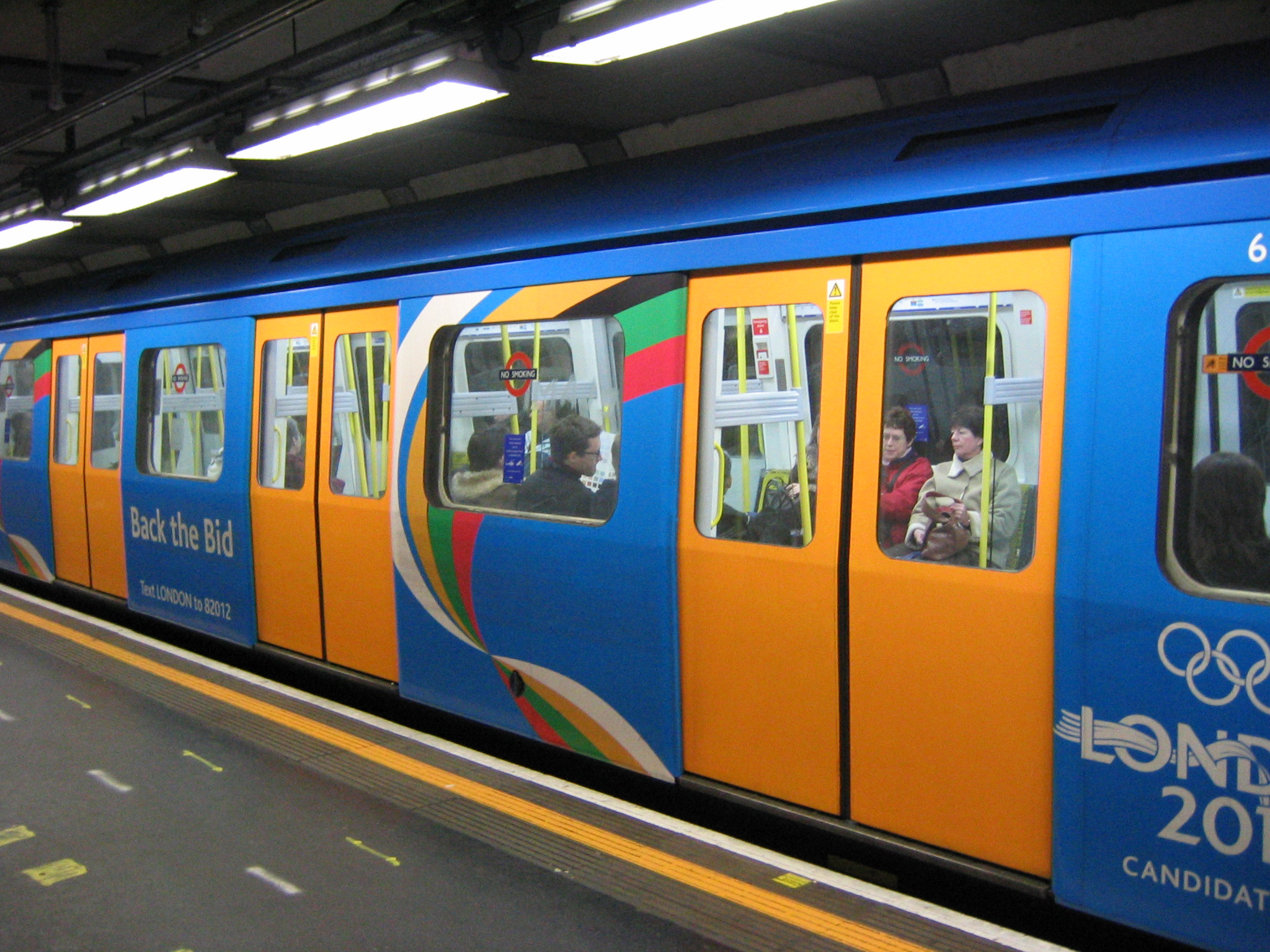
Ett tunnelbanetåg dekorerat för att marknadsföra Londons ansökan.

Efter att Birmingham och Manchester under de tidigare försöken misslyckats att vinna olympiska sommarspelen 1992, 1996 och 2000 bestämde den Brittiska olympiska kommittén (BOA) att London var det bästa valet om man ville förverkliga målet att arrangera de olympiska sommarspelen.
Huvuddelen av Londons ansökan byggde på att man vid Lower Lea Valley skulle bygga en olympisk park och by i världsklass. Denna olympiska park skulle sammankopplas med stadens kollektivtrafik, där den nybyggda linjen kom att kallas Olympic Javelin och tillsammans med redan existerande kommunikation skulle en kapacitet på 240 000 personer per timme uppnås.
Efter att spelen avgjorts kommer området att byggas om till den största parken på 150 år i stadsmiljö i Europa med en total yta på 2 kvadratkilometer. Parken kommer bland annat vara platsen för Olympic Medical Institute (OMI) ett center för sjukvård och rehabilitering kopplat till idrott.
Ansökningen innehöll också löften om en förbättring av Londons tunnelbana samt investeringar i olympiska anläggningar i hela staden. Tyngdpunkten i kandidaturen lades på Londons världskända landmärken och existerande arenor. London bedömdes vara näst störst favorit, efter Paris, men efter en lyckad sista presentation ledd av Sebastian Coe vann den brittiska kandidaturen före den franska. Den 7 juli 2005, dagen efter tillkännagivandet, skakades segerfirandet av terroristattackerna mot Londons kollektivtrafik. Omedelbart efter denna händelse väcktes frågor kring om säkerheten var tillräckligt hög i Storbritannien, vilka IOK och Londons organisation försäkrade.

### Paris
Paris betraktades av de flesta som klar favorit till att bli värdstad för spelen 2012, detta med tanke på de tidigare ansökningarna från Paris 1992 och 2008, då man förlorade mot Barcelona respektive Peking. Kandidaturen planerade att placera arenorna i stadens norra och västra delar med den olympiska byn belägen mellan dessa två områden (mindre än tio minuter från båda). Ansökan tilldelades höga betyg från IOK:s inledande utvärdering med tanke på en mycket väl fungerande kollektivtrafik och den stora mängden hotellrum vilket möjliggör en stor mängd turister. Kandidaturen hade mycket stort stöd från Paris invånare och nationen i sin helhet. Trots att mycket av infrastrukturen, som till exempel Stade de France, redan var byggd föreslog kandidaturen att temporära arenor som kunde flyttas och bli återanvända på andra ställen skulle byggas.
Paris lade tyngdpunkten i kandidaturen på det kulturarv och olympiska bakgrund som staden har, liksom det faktum att staden tidigare varit värd för stora evenemang som världsmästerskapet i fotboll 1998 och världsmästerskapen i friidrott 2003. Alla dessa faktorer placerade Paris kandidatur i en mycket stark position.

### Madrid

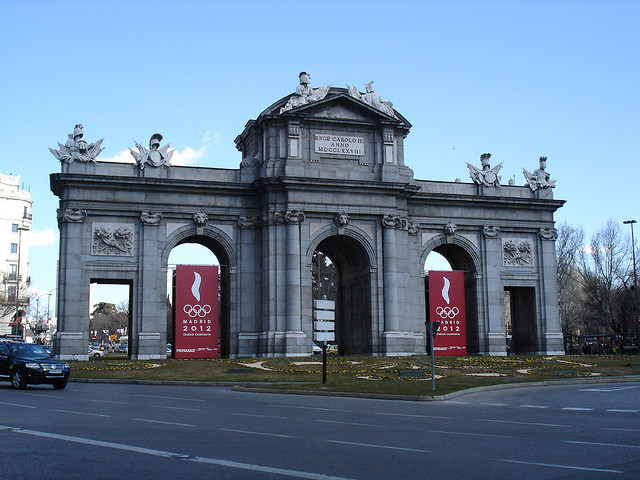
Marnadsföring av Madrids kandidatur på Puerta de Alcalá.

I början av 2003 bestämdes det att Madrid skulle få söka spelen då Sevilla fått ge sig under den interna ansökningsperioden. Madrid presenterade en bra kandidatur där nästan alla sporters arenor återfanns inom tre områden som skulle ligga nära varandra och dessutom nära Madrid stadskärna. Flera redan byggda faciliteter försäkrade att små kostnader för att kunna arrangera spelen skulle vara tillräckligt. Nya permanenta arenor skulle ha medfört en legitimitet som skulle hålla långt efter spelen. För första gången i olympiska spelens historia skulle alla persontransporter och boende till de hundratusentals turisterna vara helt beroende av den lokala kollektivtrafiken. Alla arenor och kollektivtrafik skulle drivas med förnybar energi - vilket skulle göra spelen i Madrid till de "gröna spelen". Staden hade sedan tidigare omfattande erfarenhet av att arrangera världs- och europamästerskap samt cuper i många olympiska sporter. Av de fem kandidaturerna hade Madrids mest stöd från den lokala och nationella befolkningen och den före detta IOK-ordföranden Juan Antonio Samaranch gav stöd till kandidaturen och marknadsförde för att vinna röster åt den spanska huvudstaden.
Under den sista tiden inför den slutliga omröstningen ifrågasatte IOK-ledamoten Prins Albert av Monaco säkerheten i Madrid med tanke på bombdåden den 11 mars 2004 som dödade 191 människor.Den spanska delegationen fann detta ifrågasättande speciellt aggressivt och såg valet av London som en konsekvens av Prins Alberts uttalande. Den 7 juli, endast en dag efter att London tilldelades spelen ägde en terroristattack mot Londons kollektivtrafik rum vilken dödade 52 människor.

### New York
New York valdes år 2002, av den amerikanska nationella olympiska kommittén före San Francisco. En plan kallad "Olympic X" upprättades och det huvudsakliga konceptet presenterades av organisationen bakom kandidaturen: två linjer skulle binda samman de olika områdena med arenor i Manhattan, Queens, Brooklyn samt Rutherford och New Jersey; en olympisk by med 8 550 rum skulle byggas där de två linjerna korsade varandra. Inuti områdena fanns redan existerande arenor som Madison Square Garden, Yankee Stadium och Central Park där nya arenor skulle placeras bredvid. Bland de nya skulle Queensbridge Athletic Center, Greenbelt Equestrian Center och Flushing Meadows Regatta Center återfinnas. Staden försäkrade att en stor mängd boende skulle vara tillgängligt med en bra service. Utöver detta sågs stadens förmåga att marknadsföra sig själv i världen som en av de starkaste faktorerna. Ett bakslag som organisationen fick hantera var när New York stad vägrade att finansiera bygget av West Side Stadium, spelens huvudarena. Detta försämrade kandidaturens chanser på kort sikt. Stadens ansökan återupplivades dock när en överenskommelse om en ny arena (City Field) hade slutits. City Field skulle främst använts för ceremonierna och friidrotten. New Yorks kandidatur sågs aldrig som favorit och chanserna försämrades när Vancouver i Kanada vann arrangörskapet för olympiska vinterspelen 2010.[c]

### Moskva

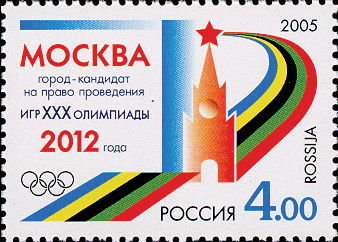
Frimärke lanserat i Ryssland i samband med kandidaturen.

Tyngdpunkten i Moskvas kandidatur lades på de positiva effekterna som sommarspelen 1980 medförde. Alla grenar skulle arrangeras i arenor inom stadsgränsen och i speciella områden omkring Moskvafloden vilket skulle ha gjort spelen till "det mest kompakta någonsin" enligt kandidaturens ordförande Valery Shantsev. Alla existerande arenor skulle ha genomgått omfattande renoveringar och nya arenor skulle byggas och testas inför spelen. Kärnan i kandidaturen var den nya och moderna olympiska byn som skulle byggas på en av flodsidorna. Trots ett stort stöd från staden och den lokala befolkningen samt mycket tidigare erfarenhet föll Moskvas kandidatur på att det inte fanns tillräckligt med sängplatser och dessutom en för ålderdomlig infrastruktur som inte skulle klara av den utökade belastningen under spelen.

## Kontroverser

### Tony Blairs olympiska uttalanden
I december 2003 pratade den dåvarande premiärministern Tony Blair om Londons ansökan under ett möte i Nigeria. Blair nämnde ansökan i samband med att Samväldesspelen 2002 i Manchester och dess positiva legitimitet diskuterades: "Det var delvis framgången med Samväldesspelen som inspirerade vår kandidatur till olympiska spelen 2012". Eftersom IOK uttryckligen förbjuder internationell marknadsföring för en kandidatur innan den slutliga fasen skrev man till ledarna bakom Londons kandidatur och efterfrågade en förklaring kring regelbrottet. Ordförandena för Samväldesspelens organisation och den brittiska olympiska kommittén samt talesmän från Downing Street och Londons organisation förnekade regelbrottet och ansåg att Blairs kommentarer var tagna ur sitt sammanhang och att han inte hade någon intention att marknadsföra kandidaturen. Två månader senare tillsattes, i syfte att undvika framtida kontroverser,  barrister Michael Beloff.

### Korruptionsskandalen
Den 4 augusti 2004 sände BBC Panorama som ett resultat av en ett år lång utredning där reportrarna agerade som konsulter från ett fiktivt företag "New London Ventures" vilket skulle representera de verksamheter som var intresserade av att få spelen till London år 2012. Rapporten avslöjade hur några agenter på IOK, olympic agents, kunde garantera röster från vissa IOK-ledamöter till Londons kandidatur i utbyte mot tjänster eller pengar. Redaktionen filmade, i hemlighet, sitt möte med en av dessa agenter, Goran Takac, som i sin tur presenterade redaktionen för Ivan Slavkov. Slavkov var vid denna tid ledamot i IOK samt ordförande i den bulgariska olympiska kommittén. Ivan Slavkov klargjorde att han var öppen för diskussion eftersom han inte bestämt sig för vilken kandidat han skulle rösta på. Takac nämnde att Slavkovs position i IOK var en fördel för att kringgå reglerna och för att kunna träffa andra ledamöter och att Slavkovs avgifter var inkluderade i den siffra som redaktionen redan fått.
Dagarna innan sändningen av Panorama startade IOK:s Etiska kommission en utredning av anklagelserna som gjordes i dokumentären. Trots att reportrarna för Panorama tydligt sade att Londons kandidatur inte var relaterad till utredningen inkluderades denna möjlighet i utredningen. Organisationen bakom Londons kandidatur gjorde ytterligare uttalanden där man sade att man inte hade någon kännedom eller var inblandade i detta för att distansera sig ytterligare från skandalen: "Vad jag hoppas klargöra är att Londons organisationskommitté inte visste någonting om detta—vi har ingenting att dölja," sade Alan Pascoe, vice ordförande i Londons organisationskommitté (LOCOG). Han fortsatte: "vi ska göra allt vi kan för att samarbeta [med IOK:s utredning] och att få bort denna fråga från dagordningen". Sebastian Coe, även han vice ordförande i LOCOG vid denna tidpunkt, försäkrade att "LOCOG har agerat riktigt och etiskt under hela ansökningsprocessen." Efter att IOK sett dokumentären friades LOCOG från all misstänkt inblandning.

Som en följd av programmet stängdes Ivan Slavkov av tillfälligt och förbjöds närvara vid de olympiska sommarspelen 2004. Jacques Rogge sade att han "var en arg man eftersom vissa individer inte kan följa reglerna," och betonade att "under min ordförandetid kan jag lova att det är nolltolerans mot oetiskt uppförande". Rapporten från IOK:s Etiska kommission som kom den 25 oktober 2004 fördömde Slavkov och ställde sig bakom BBC:s utredning: "hela inspelningen av mötet mellan Mr Slavkov och de två journalisterna avslöjar att: ...vid ingen tidpunkt och på inget sätt relaterade Mr Slavkov till något kontrakt för att säkra röster till en kandidatur från ledamöter i IOK som han och Mr Takac skulle kunna påverka". Slavkov argumenterade då han kände till anklagelserna att han gick på mötet för att försöka ta fast de som sysslade med korruptionen. Den Etiska kommissionen sade även att "vid inget tillfälle verkar det som att Mr Slavkovs enda intention var att fånga de som sysslade med korruption inom IOK." Rapporten fortsätter att Slavkov "aldrig erhållit ett sådant mandat att 'finna rötterna bakom korruptionen'" och att han ekonomiskt skulle gynnas genom agerandet.Rapporten avslutades: 

"Mr Slavkov har kantstött hedern och ryktet om den olympiska rörelsen och IOK... Trots allt visar en IOK-ledamots inblandning i denna typ av 'förhandlingar' trovärdigheten för den teori som journalisterna satt upp - en IOK-ledamot eller agent är de som kan korrumpera andra IOK-ledamöter."

Under den 117:e kongressen, den 7 juli 2005, uteslöts Ivan Slavkov från organisationen efter röstningssiffrorna 84–12.

### Anklagelser från Frankrike efter omröstningen
Bertrand Delanoë, den franska delegationens ordförande, anklagade Tony Blair och organisationen bakom Londons kandidatur för att ha brutit mot IOK:s regler. Den 11 juli 2005 sade Delanoë: "De har inte respekterat de regler som har antagits av den Internationella olympiska kommittén. Jag säger inte att de har 'flirtat' med gränsen, jag säger att de har gått över gränsen". Ett kontroversiellt beslut av Londons organisationskommitté (LOCOG) var initiativet att erbjuda idrottarna saker som: gratis flygbiljetter och mat, telefonkort och andra finansiella bekvämligheter. Genast efter initiativet tillkännagavs så drog LOCOG tillbaka det, antagligen på grund av att Jacques Rogge fruktade ett läge då dessa paket ställdes mot varandra, ett "bidding war". Paris hävdade också att Tony Blairs agerande i Nigeria inte var tillåtet, en anklagelse som Downing Street dock förnekade. Det var inte förrän den 4 augusti 2005 då Jacques Rogge gick ut med ett uttalande om dessa kontroverser som IOK försämrade möjligheten till denna typ av anklagelser då Rogge sade: "Jag har gjort det väldigt klart att, enligt min åsikt, var omröstningen rättvis. Den genomfördes enligt de regler vi har satt upp". Claude Gasquen, ordförande i Union pour un Mouvement Populaire (UMP) kritiserade Delanoës uttalande och sade: "Man kan inte komma med den typen av anklagelser utan bevis".
Även före omröstningen fanns det konflikter mellan de franska och brittiska kandidaturerna. I Singapore funderade Paris att lämna in ett klagomål riktat mot Londons kandidatur då konsulterna Jim Sloman och Rod Sheard sagt att Stade de France inte var ultimat för friidrott. Denna typ av uttalanden går emot IOK:s regler vilka förbjuder alla kommentarer om konkurrerande kandidaturer. Organisationen bakom Londons kandidatur förnekade att de två männen var anställda av de och underströk att deras åsikter inte speglade Londons organisations åsikter.

### Kontroverser i samband med omröstningen
Den israeliska IOK-ledamoten Alex Gilady sade den 23 december 2005 att Madrid skulle ha delat andraplatsen med Paris i den tredje röstningsomgången, detta då den grekiska ledamoten Lambis Nikolaou skulle ha tryckt på fel knapp. I förlängningen skulle detta, enligt Gilady, gjort att Madrid skulle besegra Paris i utslagsomgången för att sedermera besegra London i den avslutande omgången. Craig Reedie, en brittisk ledamot, svarade på detta uttalande genom att säga: "att en onämnd ledamot 'kanske' hade gjort något som 'kanske' skulle gett ett annat resultat är 'den sortens skvaller som uppkommer efter många omröstningar'."
I slutet av 2005 svarade Lambis Nikolaou på Giladys uttalande: "Alla spekulationer om min roll i den tredje omgången i omröstningen 2005 saknar helt grund. Jag kan upplysa om att jag inte röstade i den tredje omgången precis som jag utannonserat under omröstningen i fråga." Detta uttalande stöds av IOK:s röstningsresultat där antalet röster stämmer överens, detta visar i förlängningen att även om Nikolaou skulle ha röstat på Madrid hade staden ändå inte slagit Paris i den tredje omgången. Gilady skrev senare till Nikolaou och bad om förlåtelse där han dock nekade till att han nämnt Nikolaous namn.

### Chiracs uttalanden om det brittiska köket
Den dåvarande franska presidenten Jacques Chirac blev föremål för kontroverser dagen innan den internationella olympiska kommittén skulle utse värdstad. Chirac gjorde uttalanden som "det enda kök som är sämre än det brittiska är det finska" och "den enda saken britterna har gjort för det europeiska jordbruket är galna kosjukan". Chiracs uttalanden uppfattades som osportsliga där den oskrivna regeln är att inte kritisera sina motståndare. Dessutom var det två finska IOK-ledamöter som skulle rösta i den slutliga omröstningen. I och med att Paris hela tiden uppfattats som favorit ansåg vissa att Chirac bar ansvaret för att Paris inte tilldelades spelen.

## Potentiella kandidaturer
Utöver de nio kandidatstäderna önskade andra städer att ansöka om de olympiska sommarspelen 2012 men av olika anledningar inte gjorde det till slut. I vissa fall handlade det om att staden inte valdes ut internt (i de fall då flera städer ansökte från samma land), men anledningen kunde också vara att ansökningen inte överlämnades till IOK eller att det nödvändiga pappersarbetet inte blev genomfört.
Den nigerianska huvudstaden Abuja planerade att ansöka för att bli den första afrikanska staden att arrangera ett olympiskt spel, ansökningen lämnades dock aldrig in. I Asien var tre städer intresserade av att arrangera spelen men lämnade inte in en ansökning: Hyderabad, New Delhi, och Tel Aviv. I Sydamerika valde den brasilianska olympiska kommittén Rio de Janeiro före São Paulo, om Rio de Janeiro hade valts ut av IOK hade det blivit de första spelen i Sydamerika (fyra år senare vann Rio de Janeiro omröstningen om de olympiska sommarspelen 2016).
Toronto i Kanada planerade inledningsvis att ansöka om spelen efter att inte tilldelats spelen fyra år tidigare men eftersom Vancouver tilldelades de olympiska vinterspelen 2010 avbröts planerna från Torontos sida. I USA valdes New York ut av den amerikanska olympiska kommittén för att kandidera för landet. Utöver New York visade bland andra San Francisco intresse för att ansöka. Bland de andra amerikanska städer som hade planer på att ansöka återfanns Houston, Washington D.C. (i samarbete med närliggande Baltimore), Cincinnati, Dallas, Pittsburgh, Los Angeles, Seattle och Tampa (i samarbete med närliggande Orlando).
Flera europeiska städer visade också intresse för att ansöka för att följa London, Madrid, Moskva samt Paris och var därför hoppfulla om att få sin nationella olympiska kommittés stöd. Tyskland valde Leipzig framför Düsseldorf, Frankfurt, Hamburg och Stuttgart, medan Sevilla i Spanien också var intresserade. Andra europeiska städer som det talades om var Budapest, Milano, Rom, Stockholm, Göteborg, Malmö, Oslo och Köpenhamn.